# Fibrillithecis platyspora
Fibrillithecis platyspora är en lavart som först beskrevs av Julien Herbert Auguste Jules Harmand och som fick sitt nu gällande namn av Andreas Frisch 2006. 
Fibrillithecis platyspora ingår i släktet Fibrillithecis och familjen Thelotremataceae. Inga underarter finns listade i Catalogue of Life.